# 塞内卡福尔斯会议
塞内卡福尔斯会议（英語：Seneca Falls Convention），是美国第一場關於婦女權利的大會，於1848年7月19日至20日在纽约塞内卡福尔斯内召開，伊利莎白·卡迪·斯坦顿的《妇女参政史》稱其爲美國婦女運動的濫觴。當地女性貴格會成員聯同籌備了此次會議，其中斯坦頓不是貴格會成員，而是與來自費城的柳克丽霞·莫特一起拜訪該地區時計畫了此次活動；而莫特是一位貴格會信徒，以演說才能而聞名。
持續两天的會議分為六個部分，包括法律的演講、喜劇表演及多項有關婦女社會角色的討論。斯坦頓和貴格會婦女提出了兩份文件，即《情感宣言》和相關的決議草案，以供討論和修改後簽署。會中爆發了針對婦女選舉權的激烈辯論，包括莫特在內等人，都敦促刪除此項，但在會議内唯一一位非裔美國人代表弗雷德里克·道格拉斯堅決主張下，最終保留了投票權決議。約300名與會者中，有100人簽署了文件，其中大部分是女性。
直至1851年的全國女性權利會議（National Women's Rights Convention of 1851），婦女參政權問題已成為美國婦女權利運動的核心原則。

## 背景

### 改良运动
在1848年之前的几十年中，一小部分妇女开始反对社会强加于妇女身上的限制，而一些男性在这一努力中提供了帮助。在1831年，查尔斯·格兰迪森·芬尼牧师开始允许妇女在男性和女性同时在场的聚会上大声祈祷。第二次大觉醒挑战了妇女在传统宗教中的角色。回顾1870年代，宝琳娜·莱特·戴维斯将芬尼的决定视作美国女权改良运动的开端。

### 废奴主义
从1832年开始，废奴主义者、记者威廉·劳埃德·加里森组织了反对奴隶制度协会，并鼓励妇女的充分参与。但加里森的想法并不受大多数废奴主义者的欢迎，于是那些不愿意妇女参与的废奴主义者脱离出来成立了别的废奴组织。
少数妇女开始因为废奴主义主题的作品和演讲而出名。在19世纪30年代莉迪雅·玛利亚·柴尔德鼓励妇女写遗嘱，而弗朗西斯·萊特写下了一些关于妇女权利和社会改良的书籍。格莉姆克姐妹在30年代后期发表了她们反对奴隶制度的观点，她们开始在支持格里森的美国反对奴隶社团的男女群体中间进行演讲，阿比·凯利也做了同样的工作。尽管这些女性的演讲主要针对奴隶制的罪恶，但这些妇女在公开场合演讲这个事实本身就代表了妇女权利的进步。1836年欧内斯廷·罗斯开始向妇女团体宣讲“科学的政府”这个主题，其中包括妇女选举权。

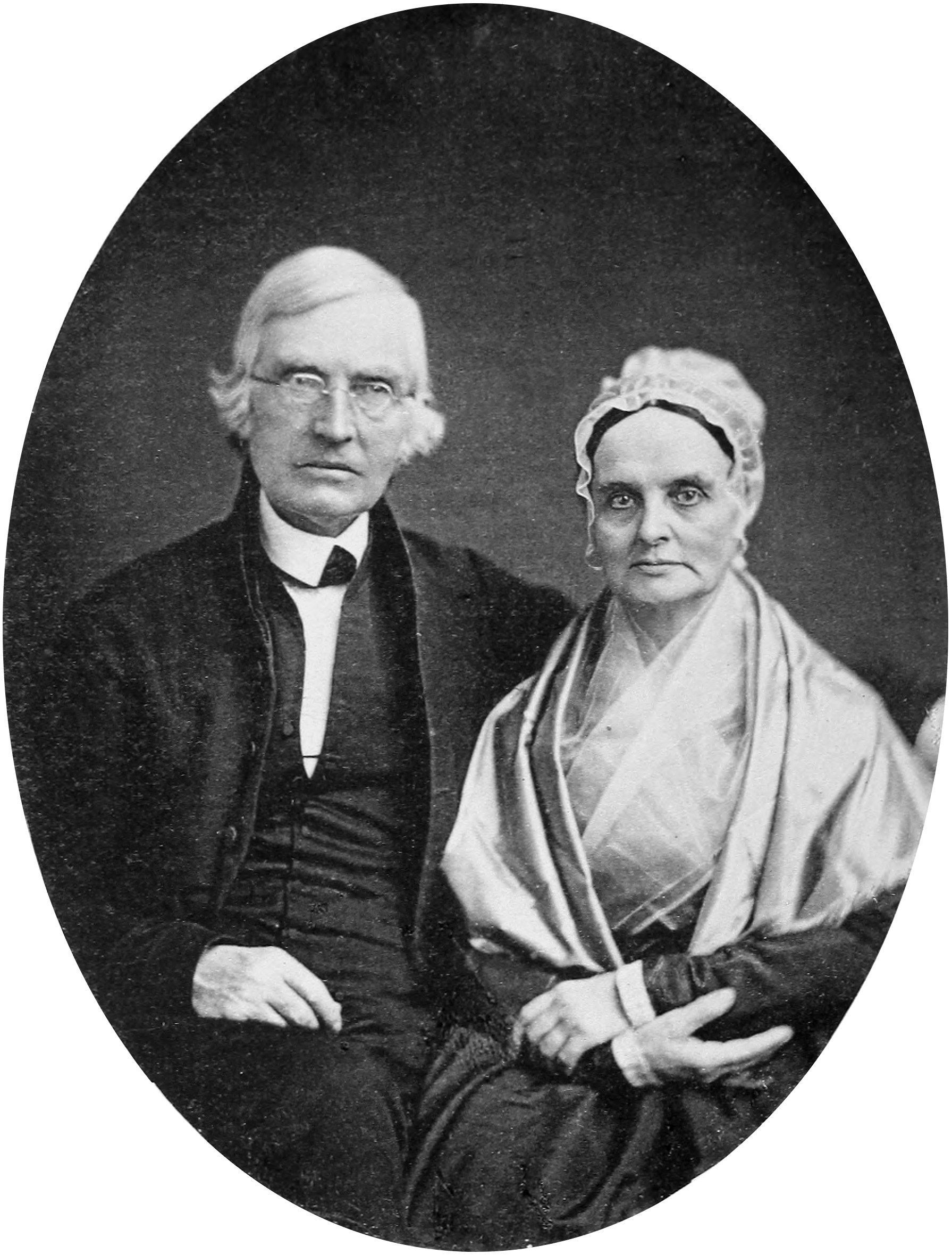
James Mott和柳克丽霞·莫特

1840年，在格里森和温·菲利普斯的邀请下，柳克丽霞·莫特和伊利莎白·卡迪·斯坦顿和她们的丈夫以及其他十几个美国男性和女性废奴主义者一起前往伦敦参加第一次世界废奴大会。但在会议进程期间，菲利普斯提出的有关妇女参与会议的议案如预期地引起了争议，这项议案在经过了一整天的辩论后被拒绝了，妇女允许旁听，但不能演讲或投票。在这场会议后，莫特和斯坦顿在伦敦成为了朋友，为了妇女们的进一步权利，她们在回程时计划着组织她们自己的会议，从废奴问题中分离出来。
在1842年，托马斯·麦克林托克和他的妻子玛丽·安成为了纽约西部反对奴隶协会的创始成员并协助编写它的章程。当他在1847年搬到罗切斯特时，弗雷德里克·道格拉斯加入了艾米和艾萨克·波特斯和麦克林托克，并组成了罗切斯特的反对奴隶协会。

### 妇女权利
1839年，玛格丽特·富勒开始主持与法国沙龙类似的对话，在那些对自身性别相关的“大问题”上感兴趣的妇女之间组织讨论会，索菲亚·里普利是其中的一位参与者。1845年富勒发表了大诉讼，号召妇女们独立自主。
19世纪40年代，美国的妇女开始更多地追求掌控自己的生活。在此之前妇女的生活由其丈夫和父亲负责指导，且很多活动不对女性开放。社会禁止妇女继承财产，签订合同，担任陪审员和在选举中投票的权利。妇女就业的前景黯淡：她们只能期望着从事一些服务业工作，且工资只相当于同行业的男人的一半。1841年，作为找到一种男女共同工作并获得相同报酬的一次尝试，索菲亚和她的丈夫乔治·里普利在马萨诸塞州建立了布鲁克农场，但他们失败了。
1841年秋天，斯坦顿在塞内卡福尔斯的一百名妇女面前进行了一场关于节制的公开演说。她写信给她的朋友伊利莎白·J·尼尔说，她把自己和观众都感动到流下了流泪，她说：“正如我在许多私人谈话中特意去做的一样，我在谈话中顺势加入了一些关于妇女权利的部分。”
1842年莫特在波士顿见到了斯坦顿，又一次讨论了有关妇女权利会议的可能性。在1847年斯坦顿从波士顿去塞内卡福尔斯之前，她们又谈论了一次。
1846年初，莫特和戴维斯领导的妇女团体在费城举行了公开会议。1847年一批对妇女权利友好的废奴主义者开始讨论举行一个致力于妇女权利的会议的可能性。在1847年10月，露西·斯通于她哥哥鲍曼·斯通在马萨诸塞州加德纳的教堂里，发表了她的第一次题为“妇女权限”的公开演说。
在1848年3月，格里森、莫特一家、艾比·凯利·福斯特、斯蒂芬·西蒙兹·福斯特和其他人在波士顿举行了反对安息日的会议，致力于废除只适用于星期天的法律，并为劳动者争取每周多于一天的休息时间。莫特和其他两名妇女一起活跃在执行委员会里，她在集会上做了发言，对遵教和社会传统的有效性提出质疑。

### 政治权益
在1848年7月，为了回应一份公民请愿书，纽约州议会通过了“已婚妇女财产法案”，赋予妇女保留由其带入婚姻的财产以及在婚姻期间获得的财产的权利。债权人不得拿走妻子的财产用于偿还丈夫的债务。为了通过该法律，1846年，支持者印发了一个可能是由法官乔治·法恩所写的小册子，该册子依赖于读者对《美国独立宣言》的熟悉程度，其中提出“他们生来就是自由而平等的......”，这个想法对妇女也应该适用，“妇女，和男子一样，有权充分享受其实际福祉。”1848年3月，纽约西部的44名已婚妇女一同联名向州议会写信，说道：“独立宣言宣称政府的正当权利来源于被统治者的同意。由于妇女从未同意、代表或承认这个政府，那么很显然，公正地讲，就不能从她们那里获得效忠……我们年复一年的多次关于这个最迫切主题的请愿书被忽视，现在就请你这个庄严的机构，废除掉那些认为妇女对自己的行为要比孩子、白痴和疯子要付更多责任的法律。
几周之后，宾夕法尼亚州议会通过了一项类似的由莫特和其他妇女倡导的关于已婚妇女财产的法案。这些进步的州法案被视为美国妇女有希望获得新的妇女权利的信号。
1848年在纽约罗切斯特，格里特·史密斯被提名为自由党的总统候选人。史密斯是斯坦顿的表弟，每次他来访时，他们俩人喜欢一起讨论政治和社会话题。在6月14—15日于布法罗市举行的全国自由党大会上，史密斯做出了重要讲话，他提出“最广泛意义上的普选是妇女和男性一样有权参与投票。” 代表们同意在党章中加入一条关于妇女的投票权的段落：“不仅这里或世界其他任何地方，选举权都不允许延伸到男性以外。通常将妇女排除在外的行为……不断经过论证，然后得出结论，到目前为止尚未有一个国家尤其是基督教国家从野蛮时代以来直到目前为止允许妇女地位提升到一个人类大家庭的水平”。在大会上，有五票提名莫特作为史密斯的副总统——美国历史上第一次有妇女被提名至联邦行政办公室工作。

### 贵格会的影响
宗教之友协会（即贵格会）的许多成员定居于纽约州西部塞内卡福尔斯附近，其中一个特别主张进步的贵格会分支住在塞内卡福尔斯的滑铁卢附近，这些公谊会主张婚姻中男女工作和生活的平等。
麦克林托克一家从费城的一个贵格会社区搬到滑铁卢，他们从富裕的贵格会成员和商人理查德·P·亨特处租到房产。麦克林托克和亨特家族都反对奴隶制，都参加了自由生产运动，便把他们的房子作为地下铁路组织的站点。
传统贵格会的信条认为在做宗教决议时，男女应当分开开会。到19世纪40年代，一些希克斯派贵格会成员决定把男女集合在一起作为宗教信仰中精神上平等的表现。在1848年6月，包括亨特一家和麦克林托克一家在内的大约两百名希克斯派组建了一个更为激进的贵格会团体，被称为公理会或进友会的年度会议，进友会企图进一步提升妇女在信仰事务上的影响力。

## 准备
1848年夏天，柳克丽霞和詹姆斯·莫特访问了纽约中西部的一些地方，这次访问有许多原因，包括了在监狱的宣教工作和塞内卡王国的郡保留地事务，他们还访问了一些亲戚。莫特一家参加了当地贵格会的会议，并接受了发表反对奴隶制演讲的预约。柳克丽霞作为一个演说家的声誉和技能吸引了众多观众，莫特则出席了进友会成员脱离希克斯派进友会的会议。

### 通知
在1848年7月9日贵格会活动后，柳克丽霞·莫特加入了玛丽·安·麦克林托克，玛莎·科芬·赖特（莫特的妹妹，几个月之前怀孕），斯坦顿和简·亨特在亨特滑铁卢家中的茶会，麦克林托克的两个大女儿伊利莎白和小玛丽·安陪同着她们母亲，简·亨特两周前刚生完小孩，正在照顾婴儿。茶会后，在场的唯一一个非贵格会成员斯坦顿抒发了人生价值被压抑的无奈和她“长期以来由于妇女的从属地位问题而积累的不满”。五人决定在不久的将来，在莫特一家还在塞内卡的时候举行一个关于妇女权利的会议，并起草一份通知在塞内卡县内进行公告。通知特别指出7月19日第一天的会议只邀请妇女，而第二天的会议则男女都可参加，以便能听到莫特和其他演讲者的演讲。第一份通知在7月11日发出，在会议第一天开始前只留了八天的通知读者的时间，其他报纸如道格拉斯的北辰报在7月14日刊登了这则通知，会议地点定为塞内卡福尔斯的卫斯理卫理公会教堂。这座教堂由一众废奴主义者修建并由理查德·亨特部分赞助，已经多次作为改良运动讲座的现场，并被认为是该地区唯一一个大型的愿意为妇女权利大会敞开大门的建筑。

### 宣言、申诉、决议
7月16日，麦克林托克在家中主持了一个较小的规划会议。麦克林托克和她的女儿，伊利莎白和小玛丽·安和斯坦顿一起讨论了将要提交会议批准的决议的形式。每个人起草其所关心的特定的部分，并在组成的十条协议中有适当的体现。合在一起后，总的协议要求女性应当在家庭、教育、工作、宗教和道德上享有与男性平等的权利。麦克林托克母女中的一个人选择1776年的独立宣言作为他们所要在大会上发布的宣言的模板。之后便在客厅的一个圆形三条腿红木茶几上起草出了感伤宣言。斯坦顿更改了独立宣言中一些词语使得其更适合成为为女性做出的声明，将“当前大不列颠国王的历史”改为“人类历史”，以“男人对女人的篡夺”为根据， ]她还添加进词组“和女人”，变成“......所有男人和女人生而平等......”，宣言的第二部分则由一个申诉的清单构成。
在7月16—19日间，斯坦顿在她自家的书桌上编写了申述和决议，斯坦顿的丈夫亨利·布鲁斯特·斯坦顿帮助充实了文件，在其中加入了“不正当侵害妇女财产利益的法律摘录”，斯坦顿自己则在申诉和决议中加入了更为激进的观点：关于妇女投票权的问题。在申述中她加入了“男人从来没有允许女人去行使她不可剥夺的选举权利。” 然后她将申诉和决议抄写成最后提交到会议的形式。当斯坦顿的丈夫看到另外添加的妇女的选举权时，他警告他的妻子：“你会将诉讼变成一场闹剧。” 因为他和当时大部分男人并不支持女性获得投票权。由于亨利准备竞选公职，他便离开了塞内卡福尔斯，以避免与一个宣传如此不受欢迎目标的会议联系起来，斯坦顿让她妹妹哈里特·凯蒂·伊顿以及其年轻的儿子丹尼尔陪伴她。
在7月16日莫特就詹姆斯·莫特不能参加第一天会议提前写信向斯坦顿致歉，因为他感觉“很不适”。柳克丽霞写到她会和她的妹妹玛莎·赖特一同参加两天的会议。

## 第一天
在1848年7月19日，会议第一天的早上，组委会在接近十点时抵达了卫斯理卫理公会教堂。到那边他们才发现自己忽视了一个细节——门是锁着的。一大群人聚集在教堂门外，晒着太阳，不知如何是好。大家把斯坦顿的年轻侄子丹尼尔举起来，通过一个开着的窗户把他送进去，这样他便能从里面拔开门闩把门打开放大家进去。尽管在第一节会议上已经宣布这次会议是专门针对妇女的，但是一些男孩还是被他们的母亲带进去了，还有大概40个男子也希望能参加这次会议。这些男子并没有被赶走，但是他们被要求保持沉默。在这场会议中，玛丽·安·麦克林托克被任命为秘书来记录会议内容。

### 上午会议

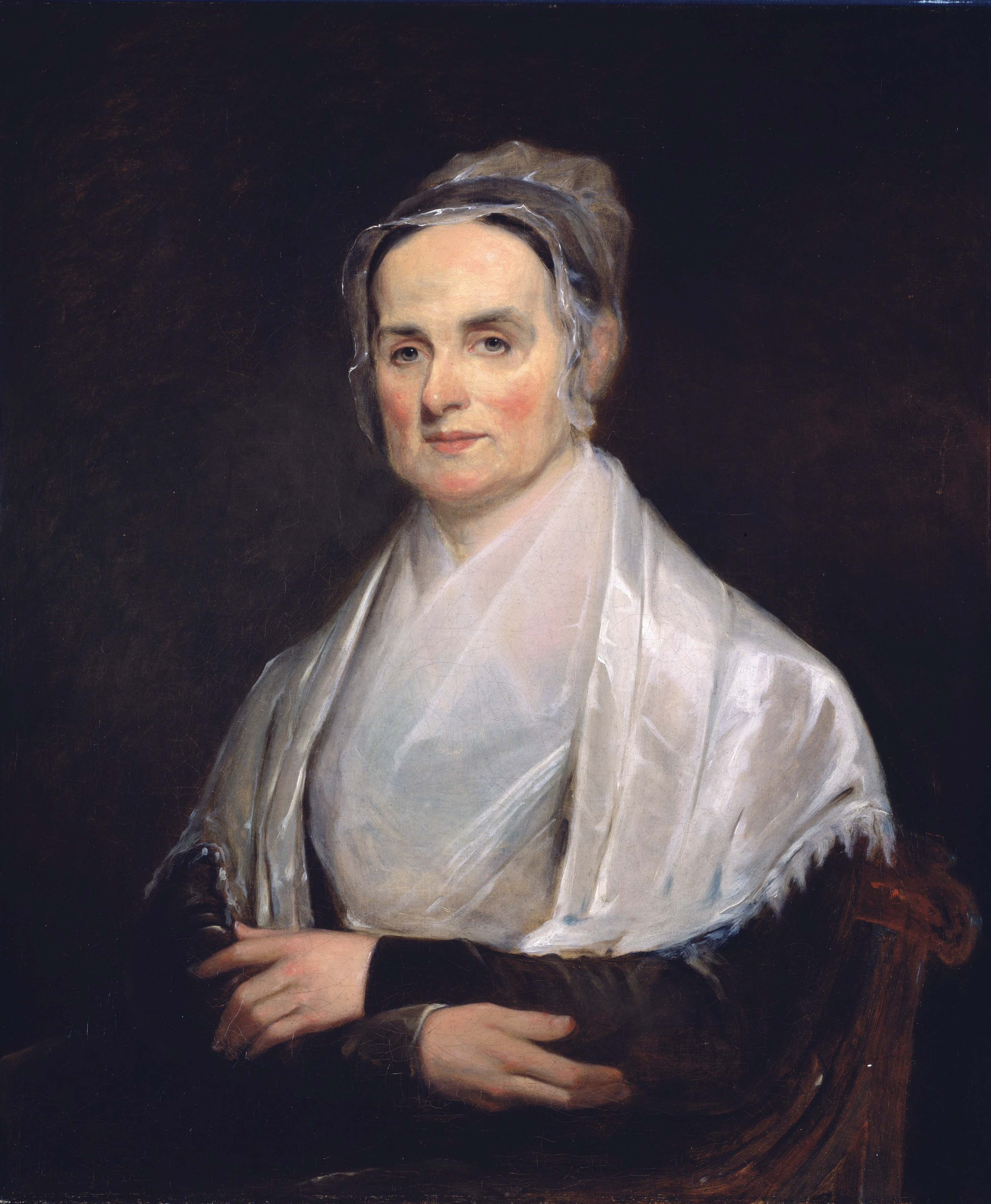
柳克丽霞·莫特

会议从上午11点开始，斯坦顿首先发言，鼓励观众中的每一个妇女都要接受她自己在生活中的责任，并且认识到自己被剥削被压迫的程度之深、之广。莫特接着发言，她鼓励所有的人都拥有自己的事业。斯坦顿读了整篇的《感伤宣言》，然后又把每段重新读了一遍，这样可以让大家更加详细地讨论并且及时修改一些地方。会议还讨论了这份宣言是否需要男人签名的问题，尽管目前来看投票表决还是十分有利的。最终还是等到了第二天男人们自己参加表决之后，这个宣言才被敲定下来，第一次会议在2:30结束。

### 下午会议
在短暂的休息之后，下午的会议开始了，斯坦顿和莫特做了演讲。她们又读了一次《感伤宣言》，并在几处地方做了修改。斯坦顿加上去的妇女选举权变成了宣言里面的第十一条，大家关于这一条展开了热烈的讨论。莫特读了一个她妹妹写的非常幽默的报纸片段。在这个片段里，她的妹妹提出一个疑问，为什么她过度劳累的母亲要做完庞大的日常工作而非她的丈夫，之后二十七岁的伊丽莎白·麦克林托克发表了讲话，第一天的活动基本到此结束。

### 晚上会议
晚上，这个会议面向所有人开放。莫特向大量观众致词。她讲了其他改革的一些进展，并给她的听众构筑了关于妇女权益运动的基本框架，她希望在场的男士可以帮助妇女获得本来属于她们的权利，一个奧本报纸的编辑评价莫特晚上的演讲时这样说：“这是我听到过的最具有说服力，最有逻辑，最富含哲学性的演讲之一” 。

## 第二天
更多的人参加了第二天的会议，其中包括许多男士。阿米莉亚·布卢默到得稍微晚了一点，就只能坐在楼上的走廊里，因为主会议厅里已经没有多余的座位了。奎克·詹姆斯·莫特的身体已经恢复了健康，早上的会议便由他来主持。在一群男士和女士面前由一个女人来担任主席，在当时仍然显得太激进了一点。

### 上午会议
会议开始，莫特宣读了前一天的一些会议记录，之后由斯坦顿宣读《感伤宣言》。关于申诉，安塞尔·巴斯科姆站起来说：“男士们得到了女士关于财产的一切权利，甚至包括她们赚的工资”，他最近在纽约了解到纽约甘冈通过了保护已婚妇女财产权益的法律，他详细地说明了已婚妇女的财产权利如何保障，其中包括她们婚后获得的财产。其他人也纷纷就宣言发表了看法，包括弗雷德里克·道格拉斯，安麦克林和克夫妇和波特斯夫妇。最终该文件获得了一致通过。关于男士签名的问题最终得以解决，签名分成两部分，一个女性名字后面跟一个男性名字。参加会议的300个人中有100个人签署了《感伤宣言》，其中包括68位女士和32位男士。当然也有不赞成宣言的人，阿米莉亚·布卢默就是其中之一，她的目光还集中在当时的戒酒运动上面，安塞尔·巴斯科姆是与会人员当中最不赞成宣言的一个人，他认为宣言“太过大胆太过极端” 。

### 下午会议

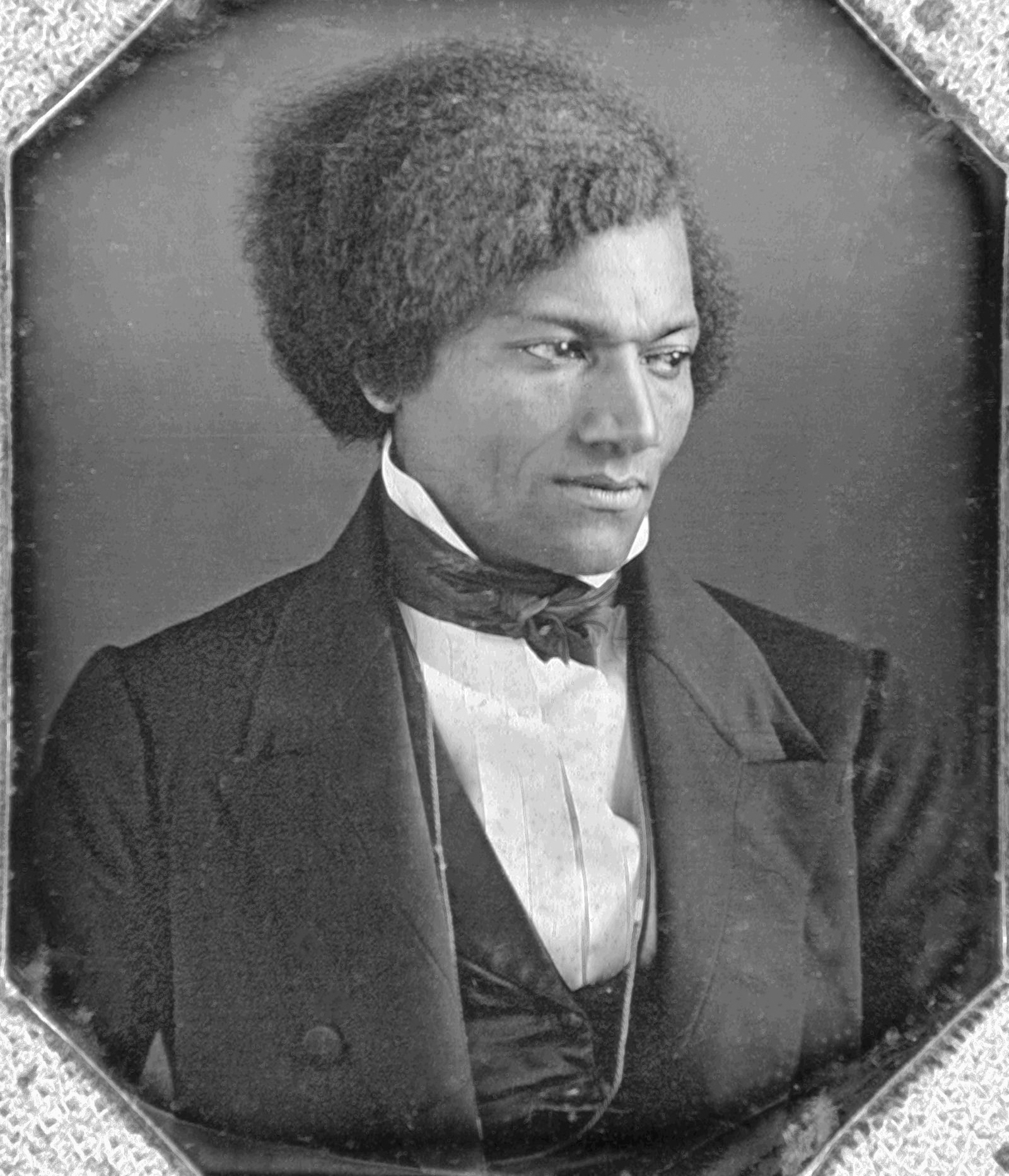
弗雷德里克·道格拉斯站出来支持妇女的投票权。

在下午的会议中，大家又读了11项决议，每一项进行单独表决。唯一的一个遭到重大质疑的是第九项，也就是斯坦顿增加的妇女投票的权利。它这样写道：
“妇女选举权是这个国家所有妇女神圣而不可侵犯的权利”。
那些反对这项决议的人认为这项决议可能会导致其他较为合理的决议失去支持，其他人认为妇女只应该享有社会、文化、宗教等这些权利，但是不应该拥有政治权。詹姆斯和莫特对这项权益持相反的态度，柳克丽霞问斯坦顿：“为什么这样？你会让我们变的荒谬。” 斯坦顿捍卫妇女选举权的概念，说妇女拥有选举权能够影响到今后的立法并且获得更多的权利。参与会议的唯一一个黑人弗雷德里克·道格拉斯站起来雄辩地赞成，他说，如果妇女不能得到选举权，那么他作为一个黑人也不应该得到选举权。道格拉斯预计如果妇女能够涉足政治领域，那么世界将会更加美好。“拒绝妇女参与政治，不仅仅让妇女受到侵害，让巨大的不公正现象一直持续下去，更让世界一半的道德、高等教育受到威胁”。道格拉斯强有力的话语感染了在座的大多数观众，这项决议以大比数通过了，莫特在会议结束时发表了讲话。

### 晚上会议
晚上的会议在七点半开始，奎克·托马斯·麦克林托克担任了晚会的主席。他读了会议记录，然后由斯坦顿为许多反对过分强调“造物者”的言论做了辩护。紧接着斯坦顿与托马斯·麦克林托克读了几个威廉·布莱克斯通爵士法律的文章来向观众揭露当时女人被男性奴役的状况，莫特还站起来提出了另一项决议，决议中这样说：“我们的成功取决于在座各位付出的无限努力。要推翻讲坛上的垄断地位，确保妇女在各项贸易、各个行业、商业中享有和男子平等的地位” 。就此，第十二项决议通过。
小玛丽·安·麦克林托克发表了简短讲话，呼吁妇女从沉睡中醒来，真实面对自己和上帝。道格拉斯再一次发表讲话表示支持女性的事业，莫特以她特有的美丽和精神上的吸引力发表了长达一个小时的讲话，尽管作为一个演讲者，莫特的声誉已经吸引了大批的观众，但是她还是认为伊利莎白·斯坦顿和玛丽·安·麦克林托克是这次会议的“首席规划师和建筑师” 。会议结束时，一个新的委员会诞生了，这个委员会主要负责编辑和出版这次会议的主要内容。玛丽·安·麦克林托克，小艾米，尤妮斯·牛顿·富特，伊丽莎白·W·麦克林托克和斯坦顿被任命为这个委员会的成员。

## 感傷宣言與決議

### 感傷宣言
人类事务的发展过程中，基於自然法及上帝賦予的權利，人类家庭的一个部份，必須接受迄今佔據的不同位置，出于对人言的尊重，必须聲明妇女不得不这样做的原因。
我们认爲以下真理是不證自明的：男人与女人生而平等；造物者赋予她们若干不可剥夺的权利，其中包括生命权、自由权和追求幸福的权利，爲了保障这些权利才建立政府，而政府的正当权力，是经被治理者的同意而産生的。──当任何形式的政府对这些目标具有破坏作用时，受其害的人民便有权拒绝效忠它，要求建立一个新的政府；其赖以奠基的原则，其组织权力的方式，务使人民认爲唯有这样才最可能获得他们的安全和幸福。爲了慎重起见，成立多年的政府，是不应当由于轻微和短暂的原因而予以变更的。过去的一切经验也都说明，任何苦难，只要是尚能忍受，人类都宁愿容忍，而无意爲了本身的权益便废除他们久已习惯了的政府。但是，当追逐同一目标的一连串滥用职权和强取豪夺发生，证明政府企图把妇女置于专制统治之下时，那麽她们就有义务推翻这个政府，并爲她们未来的安全建立新的保障。这就是妇女过去逆来顺受的情况，也是她们现在不得不要求得到她们有权得到的地位的原因。
人类的历史是一部男人对妇女不断伤害与掠夺的历史，其直接目的是在妇女之上建立绝对专制暴政。爲了证明此言属实，现将下列事实公诸于公正的世界。
- 男人从未允许妇女行使其不可剥夺的选举权。
- 男人强迫妇女服从那些她无权参与制定的法律。
- 男人拒绝给予妇女连最无知、最下流的──不论是本国的还是外来的男人都具有的权力。
- 在剥夺了妇女作爲公民的首要权力──选举权，从而使她在立法机构中没有任何代表之后，男人从各个方面压迫妇女。
- 一旦结婚，在法律意义上，男人便使妇女丧失了公民的权利。
- 男人被夺了妇女的全部财産权，甚至包括支配她挣得的工资的权利。
- 男人使妇女成爲不负道德责任的人，因爲妇女可以犯下许多罪而不受惩罚，只要这些罪是当着她丈夫的面犯下的。在订立婚约时，妇女被迫发誓听命于丈夫，而丈夫，在实质上，则成爲她的主人──法律授权男人，允许他褫夺她的自由权、对她行使惩罚权。
- 男人制定离婚法，规定准于离婚的各种正当理由；规定一旦双方分离，孩子的监护权必须归属于谁；法律完全忽视了妇女的幸福──在任何情况下，它都是建立在男人至上的错误假设之上，将所有的权力置于男人之手中。  尽管妇女在婚后被剥夺全部的权利，可是单身并拥有财産的妇女却被男人课税来支持政府，然而政府却仅仅在妇女的财産对其有利可图的时候才承认妇女。
- 男人几乎垄断了全部有利可图的职业；在允许妇女从事的职业中，妇女所得到的报酬都是微不足道的。
- 男人封闭了所有能让妇女通向财富和名望的途径，他认爲财富与名望是男人最体面的荣耀。妇女从未能成爲医学、法学或神学的教师。
- 男人拒绝向妇女提供全面教育的便利──所有大学的校门都对妇女关闭着。
- 男人允许妇女在教会以及政府机构任职，但只能处于附属地位。男人宣称，根据使徒教义，妇女不得任牧师，除了个别例外的，妇女还不得在公共场合参与宗教事务。
- 男人制造了错误的公共舆论，因爲在他给予世人的道德法典中，男女未能一视同仁。根据这法典，将妇女排斥在社会之外的错误不仅仅受到了宽容，而且被认爲是无足轻重的。
- 男人攫取了耶和华的权力，宣称他有权爲妇女规划出行动的范围，尽管这种权力仅仅属于她的良知和上帝。男人竭尽全力试图摧残妇女对自己能力的自信，贬低她的自尊，迫使她心甘情愿地过听人摆布的凄惨生活。

现在，占国家人口一半的民衆完全没有选举权。她们在社会、宗教上受到不公正的待遇。面对上述这些不公正的法律，况且妇女确实感到了她们受到的冤屈、她们蒙受的压迫和她们最神圣的权力被人用欺骗的手段剥夺了，我们坚决要求立刻给予妇女所有属于美国公民的权力和特权。
在着手我们眼前的伟大工作时，我们估计将遇到大量的误解、误传和嘲讽。不过，我们仍将竭尽全力实现我们的目标。我们将聘请代理人，散发传单，向政府和立法机构请愿，努力争取教会与报界的支持。我们希望这次大会之后，在全国各地将召开一系列的大会。
我们坚信，胜利终将属于正义与真理。今天，我们在此宣言上签署上我们的名字。

### 大會決議
鉴于“人类必须追求真正的、实质的幸福”公认是自然的伟大法则，布莱克斯通在评论中指出，这条自然法则是与人类同生共存的法则，是上帝钦定的法则；它当然比任何其它法则都具有更高的约束性。在全世界，在所有国家，在任何时候，这条法则都具有约束性。任何人类的法则倘若与此法则相矛盾，便丧失其效力；而具有效力的法律，其全部法力、效力和权威则都是间接地或直接地从这一根源産生的。因此，决议认爲，凡是与妇女真正和实质的幸福冲突的法律，不论其形式如何，都是与自然的伟大法则相矛盾的，都是无效的，因爲“自然的伟大法则比任何其它法则都具有更高的约束性”。
决议认爲，一切阻挠妇女谋取良知而需要的社会地位的法律，一切主张男尊女卑的法律，都是与自然的伟大法则相违背的，因而也是不具备任何法力或权威的。
决议认爲，男女平等，是造物主的旨意，人类善之最高境界要求男女平等。
决议认爲，应当开导我国的妇女，使她们对制约她们生活的法律有更多的了解；这样她们就不至于对妇女当前的地位表示满意，从而表现出自己的低下；她们也不至于声称已经拥有自己想要的一切权利，从而表现出自己的无知。
决议认爲，既然男人宣称他在智力上具有优越性，并且承认妇女在道德方面具有优越性，那麽男人的一个突出的责任就是鼓励妇女畅所欲言、教书讲学，正如妇女在所有宗教团体中有机会做到的那样。
决议认爲，在社会上，在道德和举止谈吐温文尔雅等方面，对男士也应当提出对妇女一样的要求。男女若犯同样性质的罪，应当受到同样严厉的制裁。
妇女在公开场合发表演说，常常招致某些人有失典雅端庄之类的攻击，而这些人却以亲自光临的方式怂恿妇女登台演出，举行音乐会或在马戏院出场献技。决议认爲，这种攻击是非常不得体的。
妇女安于各种限制已经太久了。这些限制是由腐败的习俗和对圣经的肆意曲解爲妇女设置的。决议认爲：现在是妇女步入伟大的造物主赋予她的更广阔的天地的时候了。
决议认爲，确保妇女神圣的选举权是我国妇女的职责。
决议认爲，人权的平等是人人能力与责任相同这一事实的必然结果。
因此，决议认爲，由于造物主赋予男女相同的能力和运用这些能力的相同的责任感，所以男女显然都有相同的权利和责任，利用一切正义的手段促进一切正义的事业；尤其在道德和宗教这些重大的问题上，不言而喻，妇女有权同她的兄弟一道，在私下和公开的场合，通过文章和演讲，运用任何合适的手段、在任何合适的集会上，开宗名义地宣讲。这是不言自明的真理，它是从扎根在人类本性的神圣原则中産生的，任何与之相违背的习俗和权威，不论是现代的还是被磨损得苍白的古老法则，都将被视作不言而喻的谬误，是违背人类利益的。
决议认爲，我们事业的早日成功，取决于男人与妇女的热忱和执着的努力，推翻教会的独裁，确保在各行各业和社交活动中妇女享有与男子同样的参与权。

## 后续

### 新闻报道
当地报纸刊登了会议的报道，有些评价积极，有些则不是。《国家改革者》评价会议“是一个时代进步的标志，它是有史以来举行的第一次大会，并且其影响力很大并且会持续，直到确保女人获得现在另一半享有的所有权利——社会，公民权利和政治”。《欧奈达辉格》则不赞成该会议的宣言，他们写道：“这是史上记载的最令人震惊和不自然的女权运动事件，如果女士们将坚持投票、立法的权利，那么我们绅士们的权利就会被侵犯。”
不久，全国各地的报纸都开始报道这次事件，反应各不相同。马萨诸塞州《洛厄尔信使报》发表意见，在妇女平等的情况下，那“议员们就必须洗碗，冲刷，把浴缸，处理扫帚，织补丝袜。”在密苏里州圣路易斯市，《起床号日报》鼓吹着： “独立的旗帜已第二次悬挂在大西洋的这一边。”霍勒斯·格里利在《纽约论坛报》写道：“当一个真诚的共和党被要求清醒地说出他能给予什么样的充分理由，拒绝妇女要求男女平等参与政治权利时，他可以给的理由，根本就没有，必须承认这是一种自然权利”。

### 宗教反应
该地区的一些牧师出席了塞内卡福尔斯会议，但没有在会议期间发言，甚至没有任何人做出评论。在7月23日星期日，参加过和更多没参加过会议的人开始攻击会议的《感伤宣言》和决议。那些认为牧师懦弱的妇女报告斯坦顿，在他们的教会中，没有人被允许回复这个问题。

### 进一步会议
《感伤宣言》的签名者希望全国各地都能跟随他们而举办一系列的会议，由于柳克丽霞·莫特的名气和吸引力，他们不会在紐約上州待更长的时间，在两个星期后，纽约州罗彻斯特市举行地区妇女权利大会，阿比盖尔·布什担任主席，莫特担任主讲人。在接下来的两年中，“处于起步阶段的运动”在俄亥俄州，印第安纳州和宾夕法尼亚相继举办。
夏洛特·伍德沃德，是所有100个签名人中唯一一个在1920年还活着的，那时候第十九修正案（禁止任何美国公民因性别因素被剥夺选举权）获得通过，伍德沃德没能够投票。

## 历史地位
1870年，宝琳娜·赖特·戴维斯撰写了战前妇女权利运动的历史，得到了许多参与其中包括柳克丽霞·莫特和伊利莎白·卡迪·斯坦顿在内的女权主义者的认可。戴维斯的版本认为1848年塞内卡福尔斯会议在整个运动中扮演了次要的角色，相当于当地其他在19世纪40年代后期由妇女团体举行的会议。戴维斯认为全国妇女权利的开端是在马萨诸塞州伍斯特市举办的全国妇女权利会议，当时来自许多州的妇女都被邀请，其影响遍及整个大陆和英国。斯坦顿似乎同意这个观点，1870年全国妇女普选协会 （NWSA）妇女权利运动的演讲中，她说：“在英国的运动，和美国相似，可以追溯到1850年10月在马萨诸塞州伍斯特举行的第一次全国妇女权利会议上。”
1876年国家百年庆典时，斯坦顿和苏珊·B·安东尼决定写一个更广阔的妇女权利运动的历史。他们邀请露西·斯通帮助，但斯通拒绝了，她认为，斯坦顿和安东尼不会公平地描绘NWSA和分裂的美国妇女选举权协会。于是斯坦顿和安东尼进行了独立的创作，斯坦顿在1881年出版首卷妇女参政权的历史，并把自己置于最重要的事件中，使斯通的贡献处于边缘地位。 在这本书中没有提到自由党在塞内卡福尔斯会议前一个月在妇女选举权问题上的立场，也没有把斯通和戴维斯于1850年组织的“最贫穷的全国妇女权利大会”描述为妇女权利运动的开始。相反，斯坦顿将伦敦1840年反奴隶制大会作为“英国和美国女性选举权运动”的诞生时间。她把塞内卡福尔斯会议定位为她自己的政治首演，认定它为妇女的权利运动的开始，称之为“历史上记载的最伟大的自由运动—整个种族的一半对自由的要求”。斯坦顿以多种方式将《感伤宣言》作为一部基础性文献载入神坛，她的初稿是在一个三只脚的小茶几上完成的，就像杰弗逊写“独立宣言”的那个书桌。麦克林托克把茶几给了斯坦顿，然后斯坦顿在苏珊·B·安东尼在她80岁生日之际将茶几送给她。尽管安东尼并未参与塞内卡福尔斯会议。1906年3月14日，在苏珊·B·安东尼的葬礼上，为了纪念斯坦顿将茶几作为标志性文物加以推广，妇女权利活动家把它放在了棺材顶端的一个地方。随后在1920年之前每年最重要的普选会议上，都会展示这个茶几，尽管有关女性选举权的申诉和解决方案没有写在上面。现在茶几存放在美国史密森学会的国家历史博物馆里。
柳克丽霞·莫特反思1848年8月她参加的两个妇女权利的会议，并认为它们没有比她参与的其他项目和任务更伟大。她写了这两个聚会“极大地鼓舞人心，并希望这个长期被忽视的问题很快受到关注”。
历史学家格尔达·勒纳指出，宗教思想为《感伤宣言》提供了基本灵感来源。参加该会议的妇女大多活跃在贵格会或卫理公会运动中。文件本身取材于福音派贵格会的萨拉·格莉姆克的著作，上帝已经创造了女人说明男女是平等的，而男人对女人建立“绝对的暴政”，这是在挑战上帝的权威。根据作者贾米·卡拉西奥的说法，格莉姆克的著作使公众对诸如妇女权利等观念有了更多的了解，并且他们第一次愿意质疑关于妇女从属地位的传统观念。

### 报道了本次会议的报纸
- The Rights of Women （页面存档备份，存于）, The North Star, Rochester, New York, July 28, 1848
- Bolting Among The Ladies（页面存档备份，存于）, Oneida Whig, Oneida, New York, August 1, 1848
- Woman's Rights Convention （页面存档备份，存于）, National Reformer, Auburn, New York, August 3, 1848
- Woman's Rights （页面存档备份，存于）, The Recorder, Syracuse, New York, August 3, 1848
- Woman's Rights Convention （页面存档备份，存于）, National Reformer, Auburn, New York, August 10, 1848
- Women out of their Latitude （页面存档备份，存于）, The Mechanics Advocate, Albany, New York, (August 12, 1848)
- "Women out of their Latitude" （页面存档备份，存于）, National Reformer, Auburn, New York, August 31, 1848
- Woman's Rights （页面存档备份，存于）, National Reformer, Auburn, New York, September 14, 1848